# Jangos Pesmazoglu
Jangos Pesmazoglu, gr. Γιάγκος Πεσμαζόγλου (ur. 1 marca 1918 w Chios, zm. 27 listopada 2003 w Atenach) – grecki polityk, ekonomista i nauczyciel akademicki, minister finansów (1974), parlamentarzysta krajowy, poseł do Parlamentu Europejskiego I i III kadencji.

## Życiorys
Studiował prawo, ekonomię i nauki polityczne na Uniwersytecie Narodowym im. Kapodistriasa w Atenach oraz na University of Cambridge. Doktoryzował się w zakresie ekonomii. Pracował jako nauczyciel akademicki na macierzystej uczelni, na której objął stanowisko profesora. W latach 1955–1967 był doradcą finansowym i następnie wiceprezesem greckiego banku centralnego.
Po przemianach politycznych działał w centrowej partii EDIK. Od lipca do października 1974 sprawował urząd ministra finansów. W latach 1974–1981 był posłem do Parlamentu Hellenów I i II kadencji. W 1979 założył socjaldemokratyczne ugrupowanie KODISO, którym kierował do 1984.
Przewodniczył greckiemu zespołowi negocjującemu warunki akcesji Grecji do Wspólnot Europejskich. Po ich skutecznym zakończeniu w 1981 objął mandat eurodeputowanego. Został następnie wybrany na europosła I kadencji w wyborach w tym samym roku, zasiadając w PE do 1984. Po porażce wyborczej swojej formacji związał się z Nową Demokracją. W latach 1985–1989 ponownie był deputowanym do greckiego parlamentu, a od 1989 do 1994 sprawował mandat posła do Europarlamentu III kadencji.
Odznaczony m.in. Orderem Feniksa III klasy, Komandorią Legii Honorowej i Orderem Jerzego I II klasy. Był członkiem zwyczajnym Akademii Ateńskiej (od 1992), w 1996 pełnił funkcję prezesa.